# 자동차로
자동차로(Jadongcha-ro)는 광주광역시 북구 임동 임동오거리 에서 신안동 신안오거리까지 이어주는 도로이다.

## 주요 경유지
광주광역시
- 북구 (임동 . 신안동)

## 노선
| 이름          | 접속 노선                     | 소재지     | 소재지 | 비고 |
| ------------- | ----------------------------- | ---------- | ------ | ---- |
| 임동오거리    | 광주광역시도 제2호선 (금남로) | 광주광역시 | 북구   |      |
| 임동사거리    | 광주광역시도 제4호선 (경양로) | 광주광역시 | 북구   |      |
| 신안사거리    | 광주광역시도 제5호선 (무등로) | 광주광역시 | 북구   |      |
| 자미로와 직결 |                               |            |        |      |

## 주요 건물 및 시설
- GS25 신안중앙점 (자동차로 63/신안동 134-9)